# ام‌ای‌ان اس‌ال۲۰۲

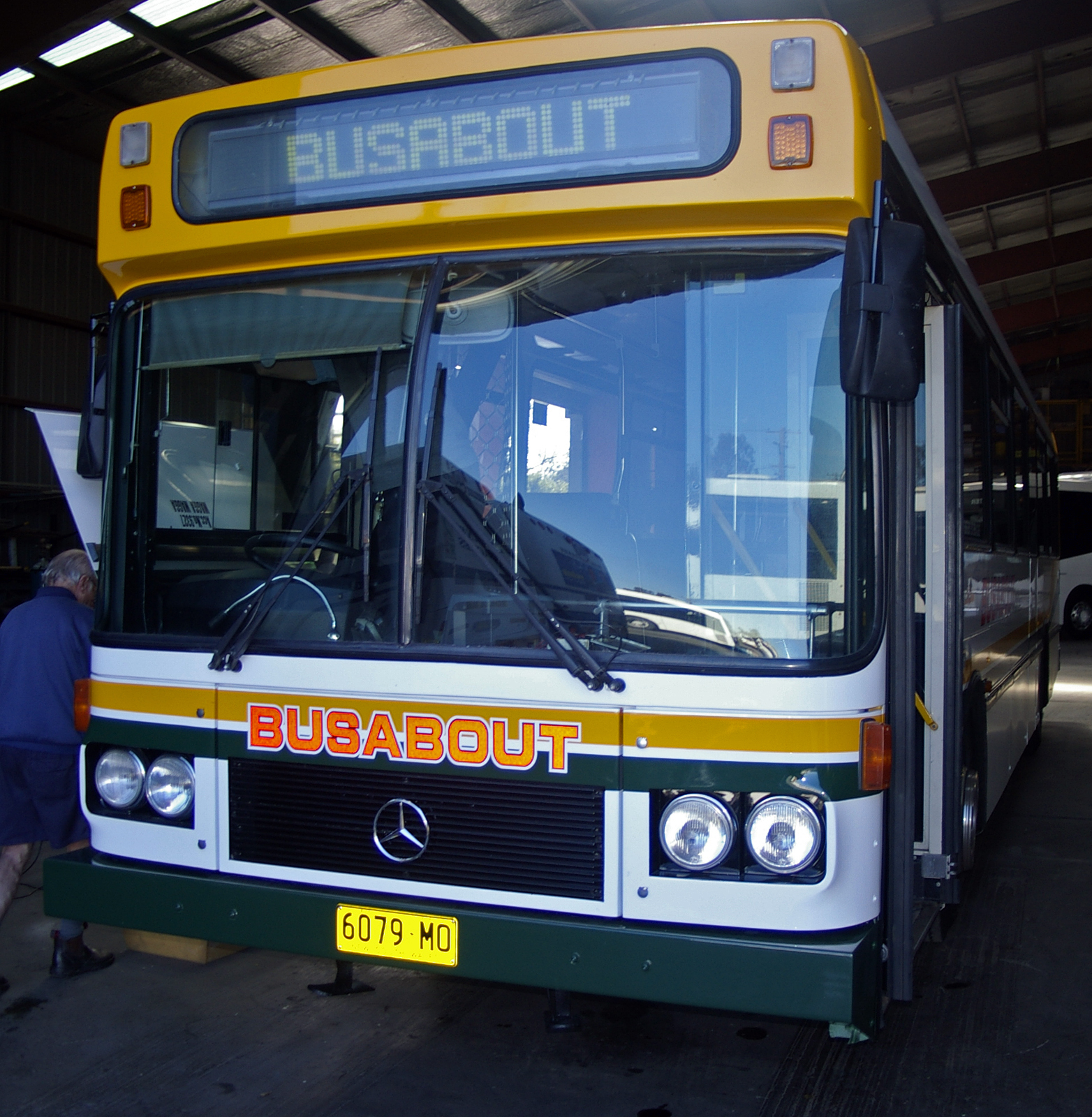

ام‌ای‌ان اس‌ال۲۰۲ (MAN SL202) خودرویی است که در سال‌های ۱۹۸۳ تا ۱۹۹۵تولید شده‌است.
این خودرو در کلاس خودروی تجاری قرار گرفته و طول آن در حالت طبیعی ۱۱٫۱ متر (۳۶٫۴ فوت) است.